# Serjania mucronulata
Serjania mucronulata är en kinesträdsväxtart som beskrevs av Ludwig Radlkofer. Serjania mucronulata ingår i släktet Serjania och familjen kinesträdsväxter. Inga underarter finns listade i Catalogue of Life.